# Microporella harmeri
Microporella harmeri är en mossdjursart som beskrevs av Hayward 1988. Microporella harmeri ingår i släktet Microporella och familjen Microporellidae. Inga underarter finns listade i Catalogue of Life.